# Карл Арентс
Карл Арентс (норв. Charles Arentz, 8 листопада 1878 — 25 вересня 1939) — норвезький яхтсмен.
Олімпійський чемпіон 1920 року в класі 10 метрів (правила 1919 року).